# Rainbow Warrior (2011)
La Rainbow Warrior III è la prima nave costruita appositamente per le campagne di Greenpeace ed entra in azione nell'ottobre 2011 prendendo il posto della Rainbow Warrior II, che dopo 22 anni di azioni non violente nei mari di tutto il Pianeta, nell'agosto 2011 viene donata a Friendship, una ONG asiatica.

## Descrizione
Rainbow Warrior III è equipaggiata con le più moderne tecnologie di comunicazione, un eliporto a poppa e due scialuppe di salvataggio. Per tenere al minimo il consumo di carburanti e farne un mezzo di trasporto verde e sostenibile, è dotata di un rivoluzionario sistema di alberatura che sorregge 1256 metri quadrati di vele.
Gli oltre 400.000 componenti della nave sono stati acquistati o costruiti con il sostegno concreto dei donatori dell'associazione. Tutte le sue componenti sono state inoltre studiate per facilitare l'opzione d'uso più sostenibile.

## Galleria d'immagini

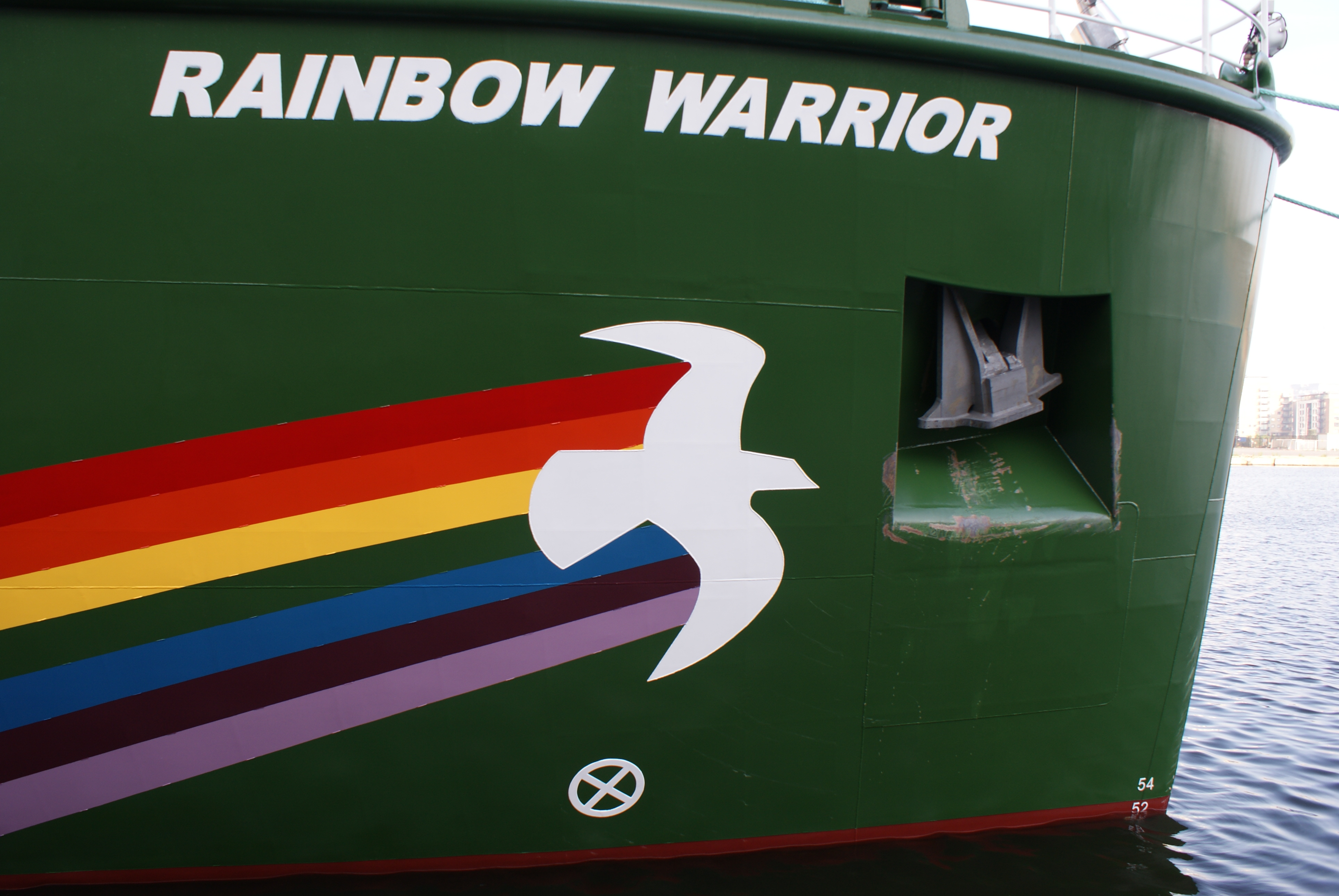
Colomba bianca e arcobaleno pitturati lungo la fiancata della nave Rainbow Warrior III in prossimità dell'occhio di cubia
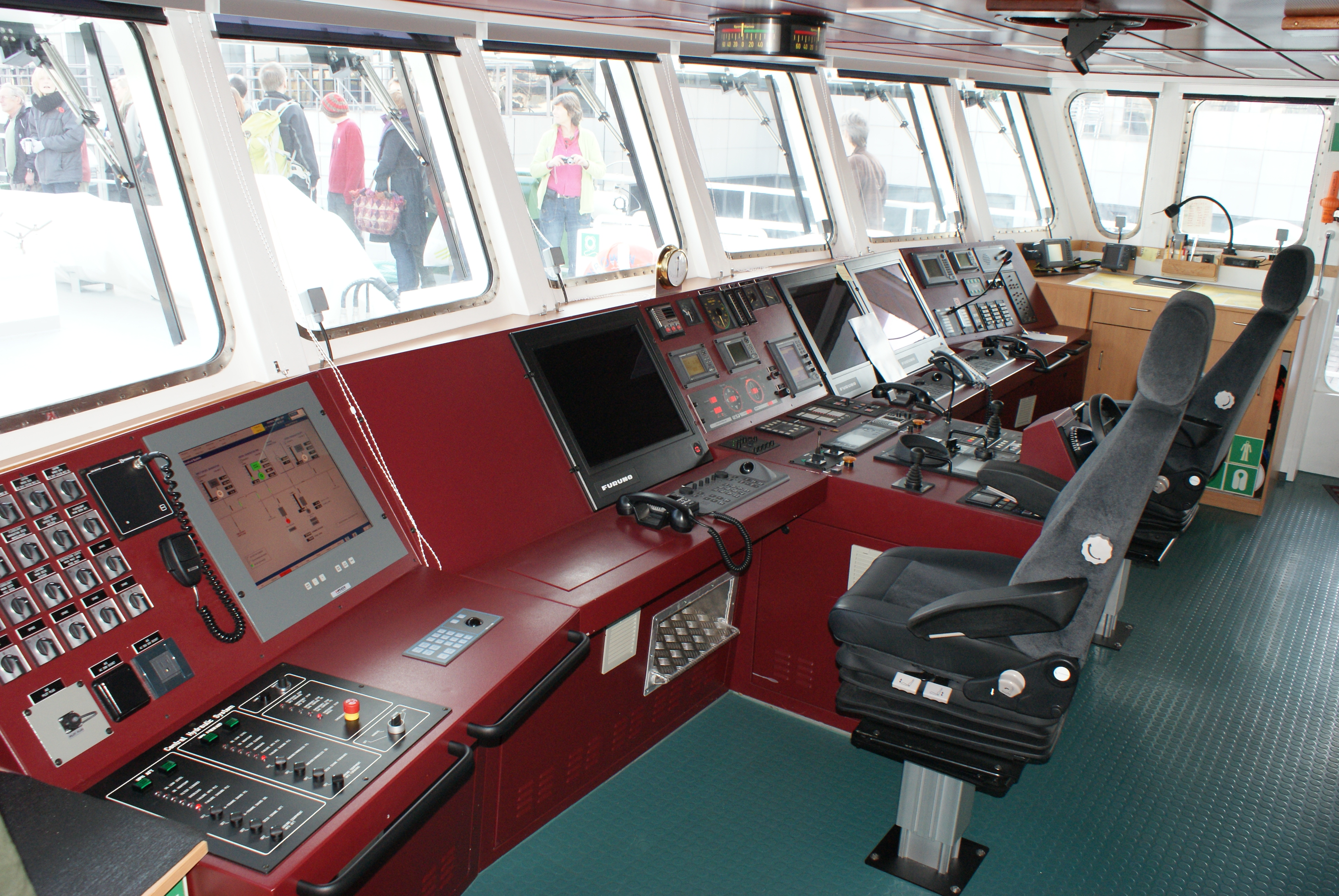
Interno del ponte di comando della nave Rainbow Warrior III
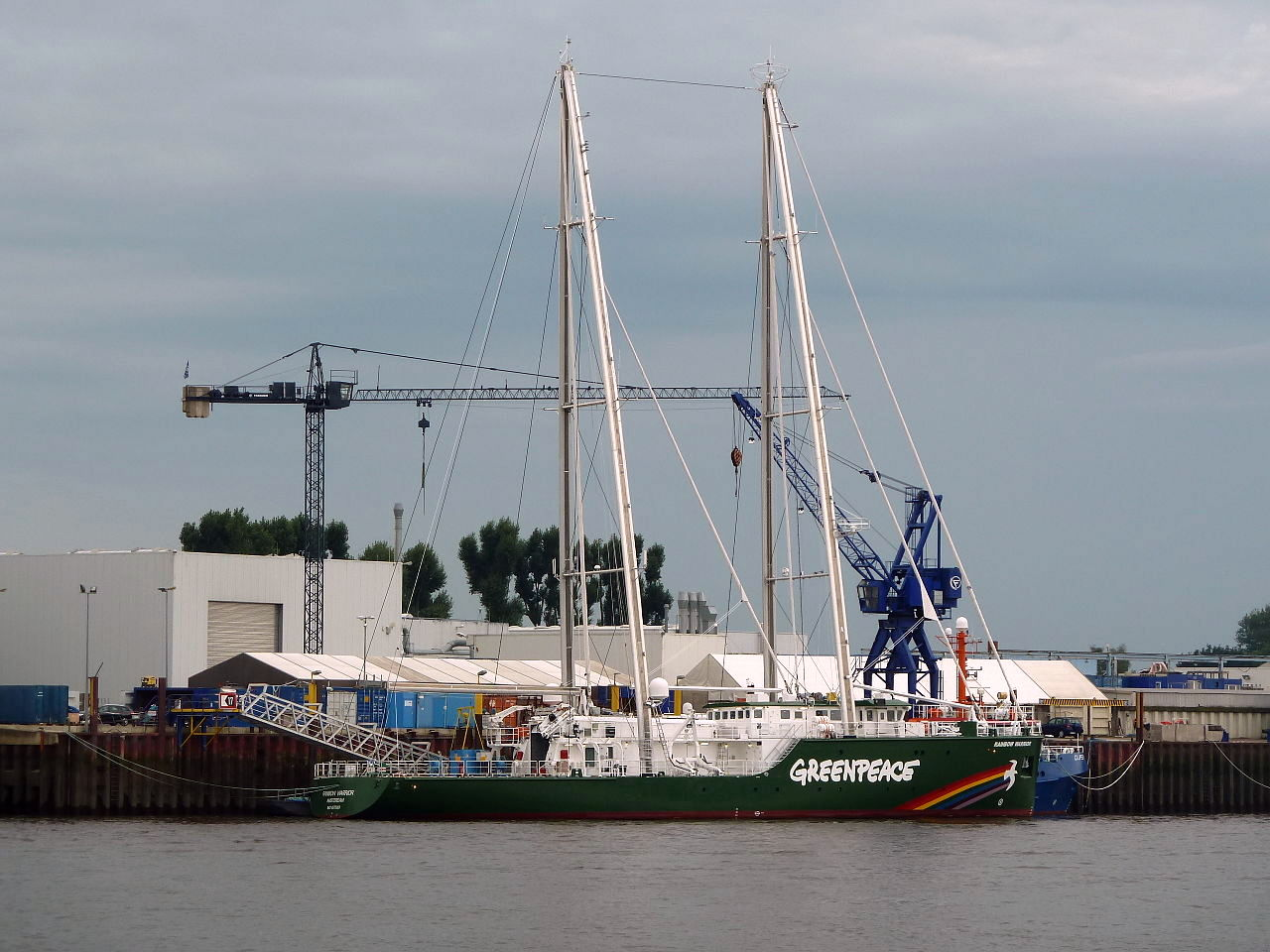
Allestimento della nave Rainbow Warrior III nel cantiere navale Fassmer nei pressi di Brema in Germania
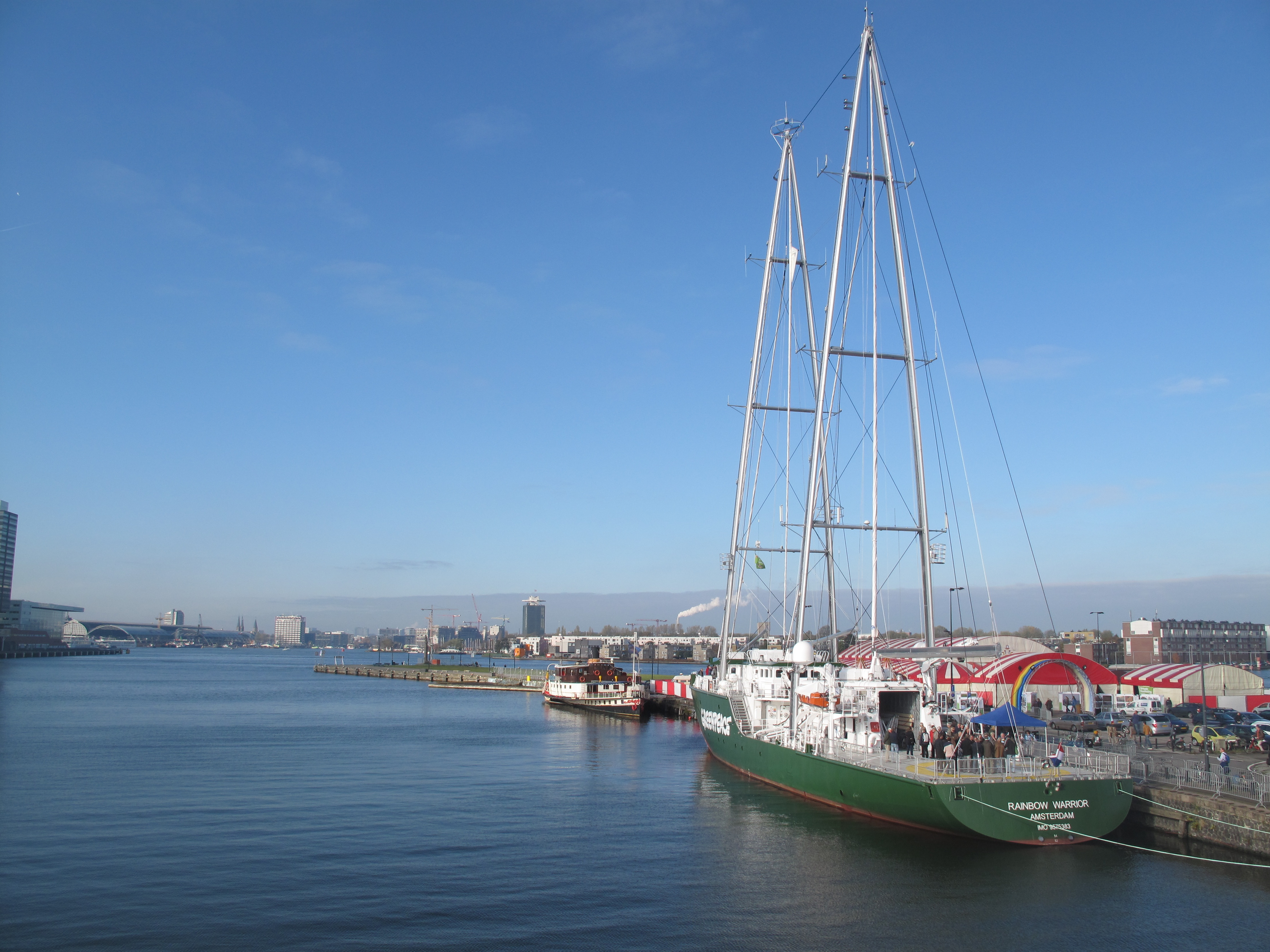
La nave Rainbow Warrior III ormeggiata ad Amsterdam